# Pietro Giannattasio
Pietro Giannattasio (Civitella del Tronto, 20 maggio 1931 – Bracciano, 27 novembre 2004) è stato un generale e politico italiano.

## Biografia
Dopo aver frequentato l'Accademia Militare di Modena dal 1950 al 1952 ha completato la sua formazione frequentando la Scuola di Applicazione di cavalleria a Torino dal 1952 al 1954 e successivamente tra il 1959 e il 1962 la Scuola di Guerra a Civitavecchia.
Durante la sua carriera ha comandato il Gruppo Squadroni “Lancieri di Novara” a Codroipo il Reggimento “Lancieri di Montebello”  a Roma,  la Brigata di cavalleria "Pozzuolo del Friuli" a Palmanova,  la Divisione corazzata "Ariete" a Pordenone,  il 3º Corpo d’armata a Milano. Negli incarichi di Stato Maggiore dell'Esercito ha elaborato la dottrina di impiego delle Grandi Unità Corazzate prestando servizio presso gli Uffici del Capo e del Sottocapo di Stato Maggiore dell'Esercito. Con il grado di colonnello tra il 1976 e il 1979 è stato direttore dell'Ufficio Trasporti e con il grado
di Generale di brigata, tra il 1981 e il 1984 ha diretto il 3º Reparto Operazioni, organizzando in quest'ultimo incarico la spedizione a Beirut della quale è stato il “responsabile del controllo operativo”, e per il buon esito dell'operazione è stato decorato della Croce d'argento al merito dell’Esercito e del titolo di Commendatore dell’Ordine militare d'Italia.
Con il grado di generale di Corpo d'armata ha svolto le funzioni di Capo di Gabinetto di tre Ministri della Difesa: Spadolini, Gaspari e Zanone. Ha poi ricoperto l'incarico di Ispettore di Fanteria e Cavalleria e, successivamente, l'incarico di Presidente del Consiglio Superiore delle Forze Armate, incarico riservato all' ufficiale in "servizio attivo" più anziano fra tutti gli ufficiali generali che non sono capi di Stato maggiore, cessando dal servizio a domanda nel 1991 in polemica con il Ministro della difesa Virginio Rognoni in quanto il Consiglio superiore delle forze armate, uno dei due organi supremi della Difesa assieme al Comitato dei Capi di Stato maggiore era stato scavalcato nel processo che aveva portato alla formulazione del nuovo modello di Difesa presentato due settimane prima da Rognoni in Parlamento. Il Consiglio superiore delle forze armate invece aveva ricevuto copia dopo che le decisioni del ministero erano già state comunicate al ministero del Tesoro, mentre secondo la legge 167 del 1951 il governo "deve" sottoporre al Consiglio per un parere preventivo ogni decisione che riguardi questioni "di alta importanza relative agli ordinamenti militari e alla preparazione organica e bellica" delle forze armate.
Dopo aver lasciato il servizio attivo, nel 1992 ha fatto parte del Comitato Scientifico dell'ISPI, l'Istituto Studi di Politica Internazionale. Nel 1993 è stato chiamato a Palazzo Chigi dal Presidente del Consiglio Carlo Azeglio Ciampi, per svolgere le funzioni di Consigliere Militare, incarico in cui è stato confermato Presidenti Berlusconi e Dini fino all'aprile 1995.
Nel 1996 è stato eletto Deputato nelle liste di “Forza Italia”-Polo per le Libertà assegnato allaIV Commissione Difesa con l'incarico di Capo Gruppo, alla Delegazione Parlamentare presso l'Unione Europea Occidentale e presso il Consiglio d'Europa.